# نظام قائم على قاعدة معرفة
النظام القائم على قاعدة معرفة هو برنامج حاسوب يقوم بالاستدلال ويستخدم قاعدة معرفة لحل المشكلات المعقدة. المصطلح واسع ويشير إلى العديد من أنواع الأنظمة المختلفة. الموضوع المشترك الوحيد الذي يوحد جميع الأنظمة القائمة على المعرفة هو محاولة تمثيل المعرفة تمثيلًا صريحًا، ونظام تفكير يسمح لها باستخلاص معرفة جديدة. ولذلك، فإن النظام القائم على المعرفة له ميزتان: قاعدة المعرفة ومحرك الاستدلال.
الجزء الأول - قاعدة المعرفة - يمثل الحقائق حول العالم، وغالباً ما يكون ذلك في شكل من أشكال علم الوجود الفرعي (بدلاً من تضمينه ضمنياً في الكود الإجرائي، بالطريقة التي يعمل بها برنامج الحاسوب التقليدي). ومن الأساليب الأخريات الشائعة الإطارات والرسوم البيانية المفاهيمية والتأكيدات المنطقية.
الجزء الثاني - محرك الاستدلال - يسمح باستنتاج المعرفة الجديدة. والأكثر شيوعًا، أنها يمكن أن تأخذ شكل قواعد إذا وثم مقترنة بالتسلسل الأمامي أو نهج التسلسل الخلفي. ومن الأساليب الأخريات استخدام مثبتات النظرية الآلية والبرمجة المنطقية وأنظمة إعادة كتابة المصطلحات مثل CHR (قواعد التعامل مع القيود) انظر تمثيل المعرفة والمحاكمة.

## طالع أيضًا
- تمثيل المعرفة والمحاكمة
- قاعدة المعرفة
- محرك الاستدلال
- استرجاع المعلومات
- الاستدلال المعتمد على الحالة
- نظام خبير
- الرسم البياني المفاهيمي
- الوِب الدلالي
- الشبكات العصبية